# Oude Gracht (Eindhoven)

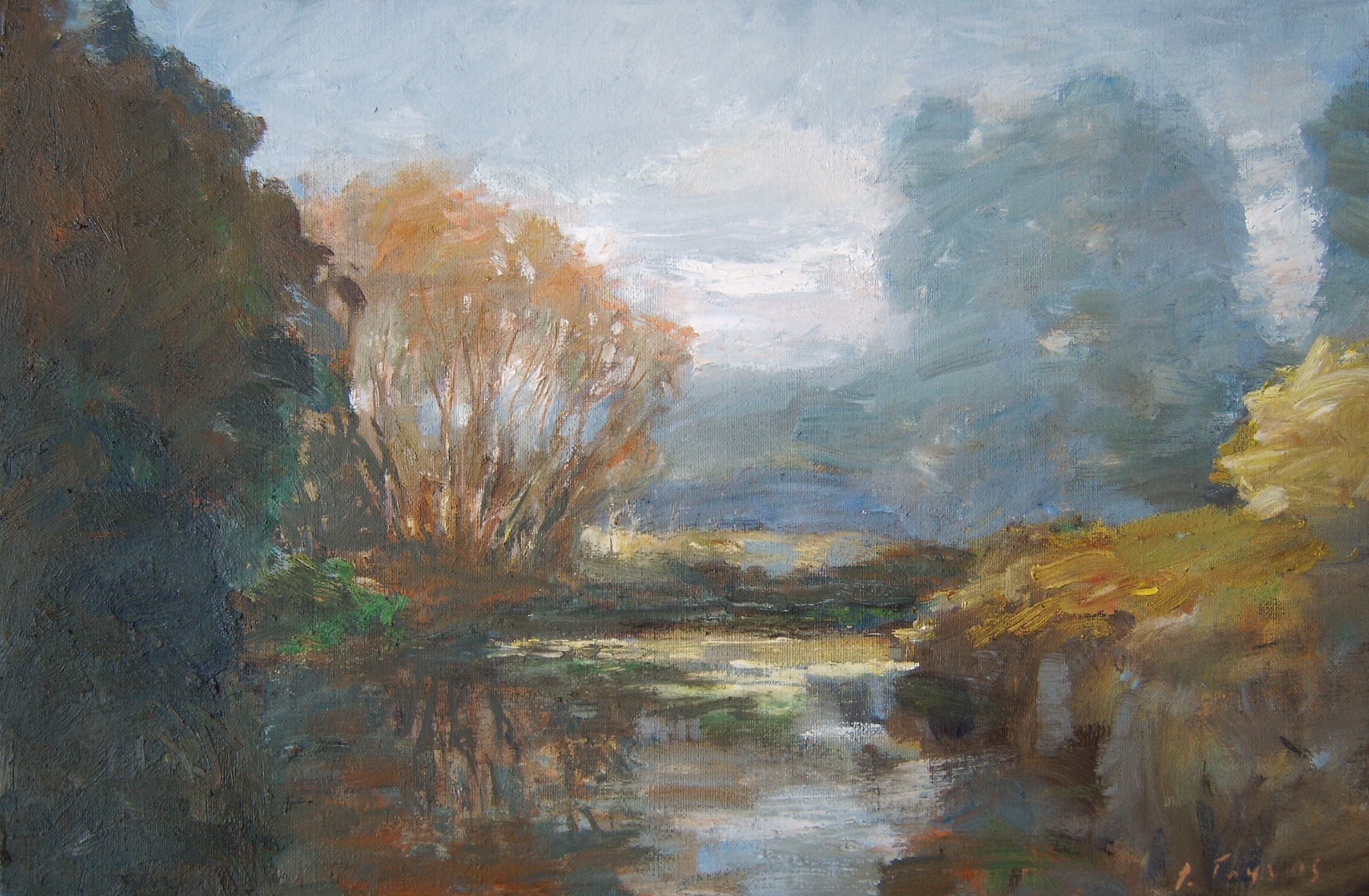
Eckartdal de Dommel

De Oude Gracht is een dubbele buurt in de wijk Begijnenbroek in de Nederlandse stad Eindhoven, Noord-Brabant.
De buurt is opgedeeld in twee delen, Oude Gracht-Oost en Oude Gracht-West. De buurt wordt opgesplitst door de "Oude Gracht", een voormalige zijtak van de Dommel. Die zijtak heette vroeger de Dooigraaf (Dode Gracht) en is het restant van een dode Dommelarm. De waterpartij ligt in het noordoosten van Eindhoven, naast de buurten Oude Gracht-Oost en -West, ook in en bij de buurten Luytelaer en Eckart.
De Dode Gracht scheidde vroeger de heerlijkheid Eckart van Woensel. Tegenwoordig is het een waterpartij te midden van plantsoenen. Een bewegwijzerde wandeltocht, het Rondje Eckart, loopt onder andere door dit groengebied.